# 德拉甘·吉拉斯
德拉甘·吉拉斯（發音：[drǎɡan d͡ʑîlaːs]；1957年2月22日—）是一位塞爾維亞政治家和商人。

## 生平
他曾任出任貝爾格勒市長一職。在2012年12月25日至2014年5月31日期間，他擔任民主黨主席。